# Kahles und Wildes Moor
Das Kahle und Wilde Moor ist ein Naturschutzgebiet im Flecken Harsefeld und in der Gemeinde Ahlerstedt in der Samtgemeinde Harsefeld im Landkreis Stade.

## Allgemeines
Das Naturschutzgebiet mit dem Kennzeichen NSG LÜ 310 ist rund 94 Hektar groß. Größtenteils ist es Bestandteil des FFH-Gebietes „Braken“. Nach Nordwesten und Südosten grenzt es an das Naturschutzgebiet „Braken und Harselah“, zu dem es vor der Ausweisung als eigenständiges Naturschutzgebiet gehörte. Das Gebiet ist seit dem 17. Februar 2017 als eigenständiges Naturschutzgebiet ausgewiesen. Zuständige untere Naturschutzbehörde ist der Landkreis Stade.

## Beschreibung
Das Naturschutzgebiet liegt südlich von Harsefeld in einem etwa 500 Meter breiten Streifen zwischen den Waldgebieten „Braken“ und „Harselah“. Es stellt ein entwässertes Hochmoor unter Schutz, das in der Vergangenheit durch bäuerlichen Handtorfstich teilweise abgebaut wurde. Große Flächen des Gebietes werden von Moorwald mit Kiefern und Birken geprägt. Die Wälder verfügen über einen hohen Alt- und Totholzanteil. Zwischen den Waldparzellen sind Grünlandparzellen zu finden, die nur vereinzelt genutzt werden. Typische Moorvegetation ist nur kleinflächig an feuchteren Standorten zu finden. Hier siedeln Wollgräser und Torfmoose, Rundblättriger und Mittlerer Sonnentau sowie Weißes Schnabelried. Weiterhin sind im Naturschutzgebiet Rosmarinheide und Moosbeere zu finden. Durch das Moorgebiet verläuft ein Graben, der das Gebiet zur Ramme entwässert.
Das Gebiet wird nach Südosten durch die Kreisstraße 79 sowie nach Nordwesten größtenteils durch eine öffentliche Straße begrenzt.